# Дравсько

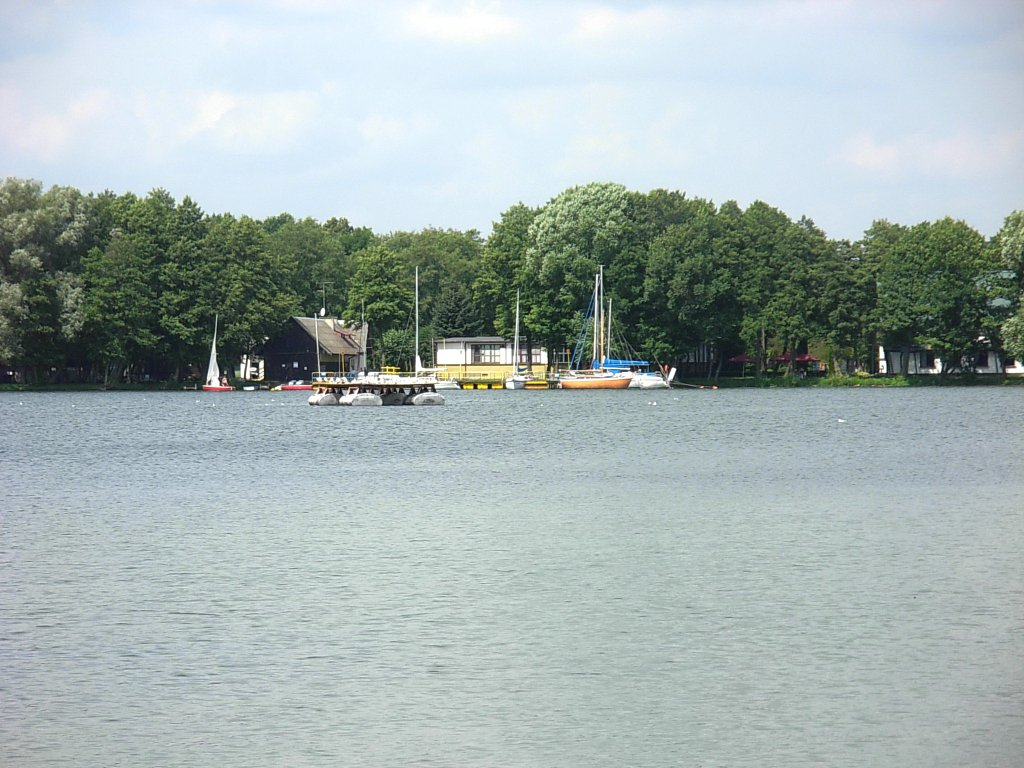
Пристань в Старе-Дравсько

Дра́всько (пол. Drawsko, нім. Dratzig-See) — озеро у Польщі на території  гміни Чаплінек Дравського повіту  Західнопоморського воєводства.

## Географія
Площа водного дзеркала становить 17,815 км². Озеро знаходиться на висоті 128 м над рівнем моря, а його глибина становить 79,7 м (друге місце за глибиною в Польщі після озера Ханьча). Довжина озера становить 10,6 км, максимальна ширина 6,6 км.
Через озеро протікає річка Драва. На берегах озера Дравсько розташовані місто Чаплінек і село Старе-Дравсько.
Озеро має 12 островів: Лелум, Полелум, Мокра, Шродкова, Заходня, Багєнна, Чапля, Жіка (Боброва), Журавя, Самотна, Кача і найбільший острів Белява, який є п'ятим за розміром озерним островом в Польщі.

## Назва
Назва озера була занотована як Dravzk в 1286 році і Drawsko в 1433 році. Назва Дравсько утворена додаванням суфікса ско до назви річки Драва. На мапі 1789 року вже німецька назва Draziger. Назва Drawsko офіційно представлена в 1949 році, замінивши колишню німецьку назву озера — Dratzig-See.